# 新しき力
新しき力（イタリア語:Forza Nuova FN）とは、イタリアの極右政党。1997年9月27日結党。2013年1月現在は両院ともに議席を持っていない。党首はロベルト・フィオレが務める。

## 概要

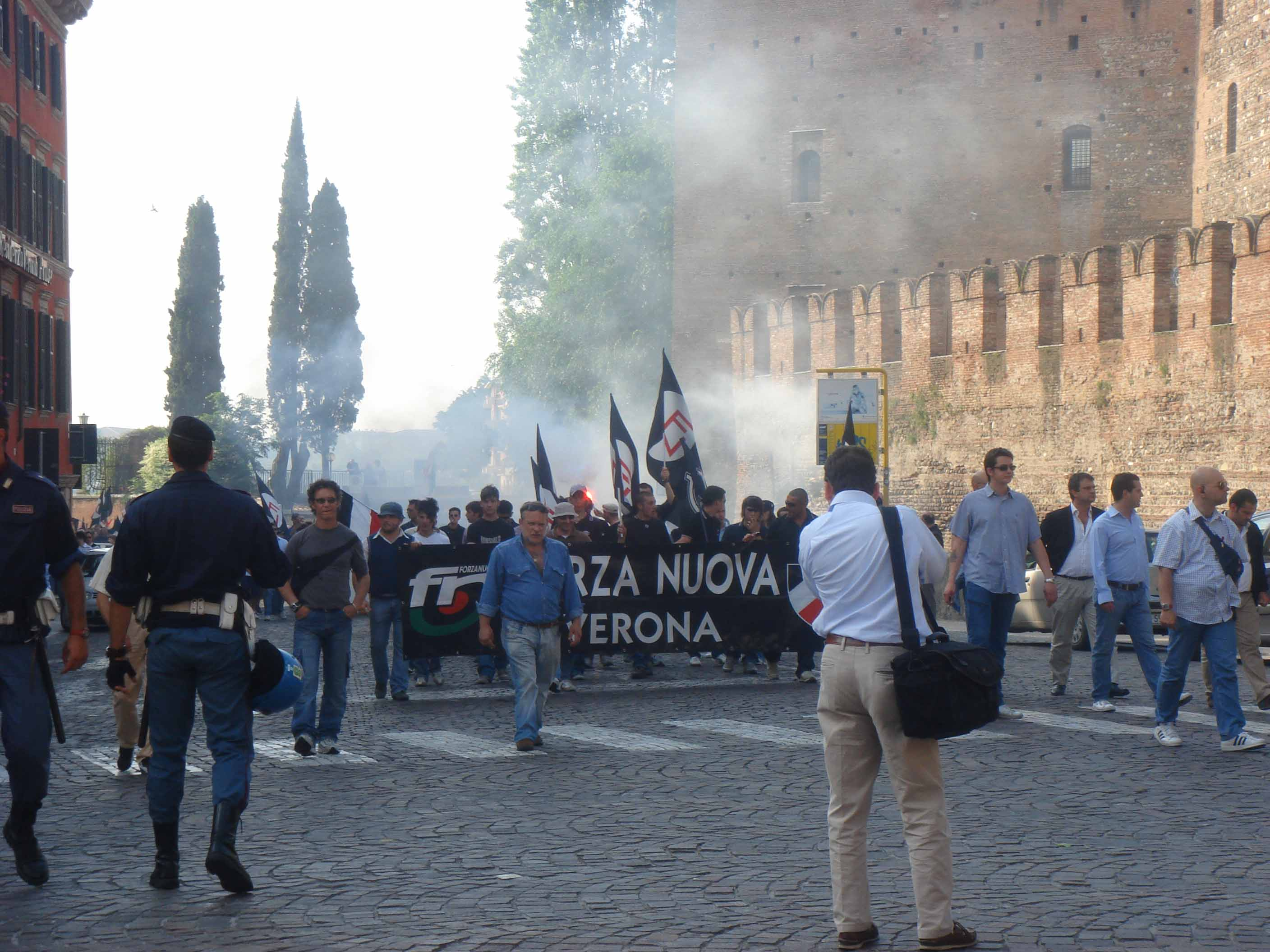
党員によるデモ行進。（ヴェローナにて）

移民排斥、反同性愛（ホモフォビア）、NATOひいてはアメリカ合衆国の影響下からの離脱、秘密結社の禁止など、過激な国家主義的姿勢が特徴である。また、イタリアならでは特徴として、マフィアの根絶も訴えている。

## 現状
21世紀に入って以降支持率は微増傾向にあるものの、それでも主要政党には遥かに及ばず、少数勢力である。